# Norge ved vinter-OL 1952
Norge deltog ved Vinter-OL 1952 i Oslo med 73 sportsudøvere, 61 mænd og tolv kvinder, der konkurrerede i otte sportsgrene. Det var alpint, bobslæde, kunstskøjteløb, langrend, skihop, skøjter, kombineret og ishockey. Norge blev bedste nation med syv guld-, tre sølv- og seks bronzemedaljer. Skøjteløberen Hjalmar Andersen, som vandt tre guldmedaljer, var norsk flagbærer under åbningsceremonien.

## Medaljer
| 1952 Oslo | Guld | Sølv | Bronze | Total |
| Norge     | 7    | 3    | 6      | 16    |

## Medaljevindere
De norske medaljevindere var:
| Norge ved vinter-OL 1952 i Oslo | Norge ved vinter-OL 1952 i Oslo                                 | Norge ved vinter-OL 1952 i Oslo | Norge ved vinter-OL 1952 i Oslo | Norge ved vinter-OL 1952 i Oslo |
| Medaljer                        | Deltager                                                        | Sport                           | Øvelse                          | Resultater                      |
| ------------------------------- | --------------------------------------------------------------- | ------------------------------- | ------------------------------- | ------------------------------- |
| Guld                            | Hjalmar Andersen                                                | Skøjter                         | 1 500 meter                     | 2.20,4                          |
| Guld                            | Hjalmar Andersen                                                | Skøjter                         | 5 000 meter                     | 8.10,6                          |
| Guld                            | Hjalmar Andersen                                                | Skøjter                         | 10 000 meter                    | 16.45,8                         |
| Guld                            | Arnfinn Bergmann                                                | Skihop                          | normalbakke                     | 226,0                           |
| Guld                            | Hallgeir Brenden                                                | Langrend                        | 18 km                           | 1.01.34,0                       |
| Guld                            | Stein Eriksen                                                   | Alpint                          | Storslalom                      |                                 |
| Guld                            | Simon Slåttvik                                                  | Kombineret                      | Kombineret                      | 451,621                         |
| Sølv                            | Stein Eriksen                                                   | Alpint                          | Slalom                          |                                 |
| Sølv                            | Torbjørn Falkanger                                              | Skihop                          | normalbakke                     | 221,5                           |
| Sølv                            | Magnar Estenstad Mikal Kirkholt Martin Stokken Hallgeir Brenden | Langrend                        | 4 x 10 km stafet                | 2.23.13,0                       |
| Bronze                          | Guttorm Berge                                                   | Alpint                          | Slalom                          |                                 |
| Bronze                          | Magnar Estenstad                                                | Langrend                        | 50 km                           | 3.38.28,0                       |
| Bronze                          | Sverre Haugli                                                   | Skøjter                         | 5 000 meter                     | 8.22,4                          |
| Bronze                          | Arne Johansen                                                   | Skøjter                         | 500 meter                       | 44,0                            |
| Bronze                          | Sverre Stenersen                                                | Kombineret                      | Kombineret                      |                                 |
| Bronze                          | Roald Aas                                                       | Skøjter                         | 1 500 meter                     | 2.21,6                          |